# حیوان‌خواهی

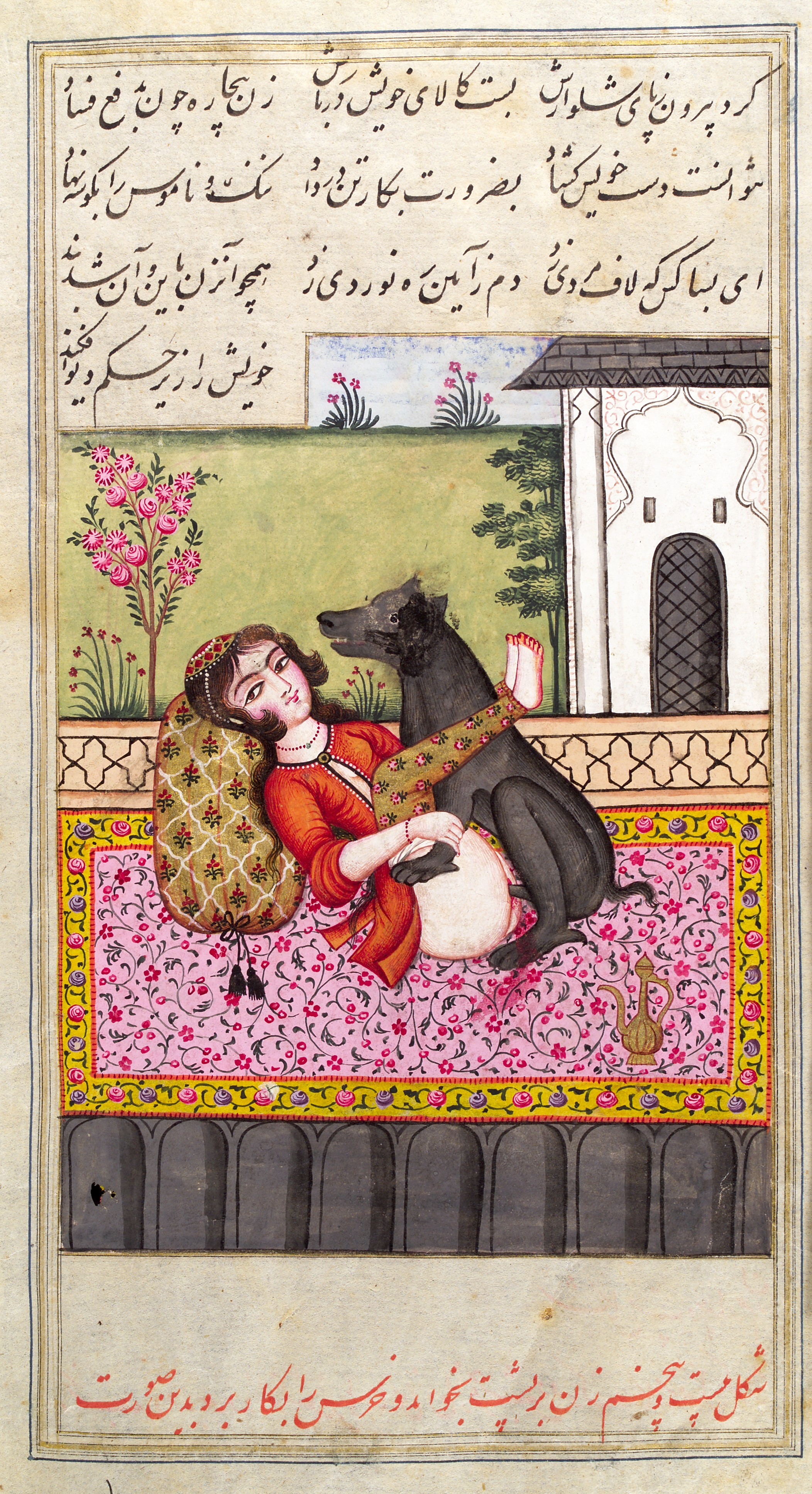
طراحی قرن پانزدهم نشان دهنده رابطه خرس و زن (پانویس تصویر)، از هفت اورنگ عبدالرحمن جامی، ایران قرون وسطی

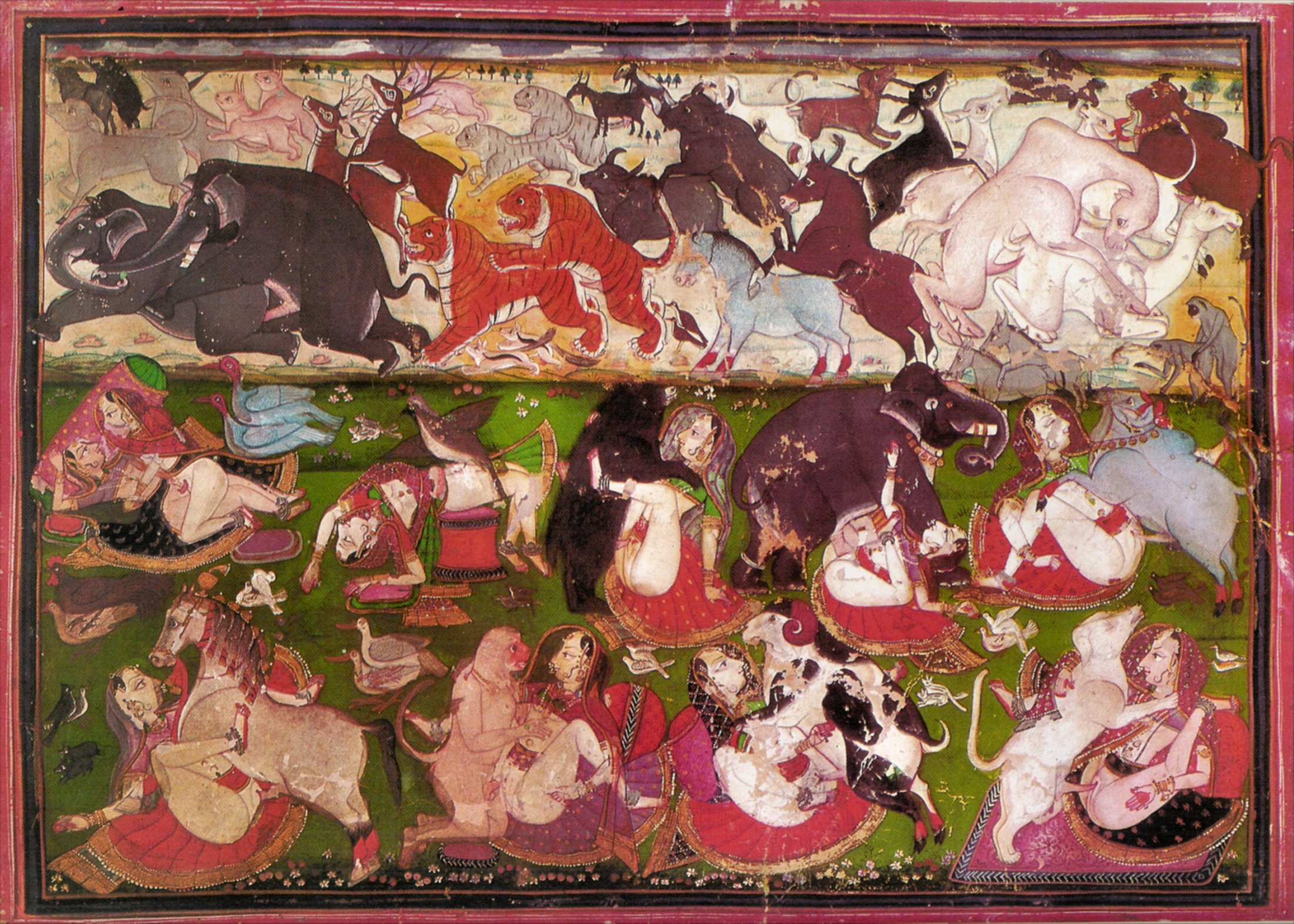
مینیاتور هندی قرن هجدهم، نشان‌دهنده عمل حیوان‌دوستی یک زن

حیوان‌خواهی یا نام علمی آن زوفیلیا (به انگلیسی: Zoophilia) یک نوع انحراف جنسی است که در آن افراد با حیوانات تماس جنسی می‌گیرند. حیوان‌خواهی (به انگلیسی: Bestiality) فعالیت جنسی بین گونه‌ها یا بین انسان و حیوانات است.
قوانین حیوان‌دوستی در کشورهای مختلف، متفاوت بوده و از قانونی بودن تا حبس و اعدام متغیر است اما در تعداد قابل توجهی از کشورها همچون هلند و کانادا این عمل تحت لوای قانون حمایت از حیوانات جرم‌انگاری شده است.

## در اسلام

### شیعه
در فقه شیعه این کار حرام است و تعزیر دارد. اگر کسی سه بار تعزیر شود بار چهارم اعدام خواهد شد.
در روایات آمده است جانوری که آلت جنسی در او سپوخته شده است، نجس و حرام‌گوشت است. اگر گوشتی باشد (مانند گوسفند و شتر و گاو که گوشتش حلال و رایج باشد) باید بکشند و جسدش را بسوزانند. اگر گوشتی نبود و سواری بود (مانند خر و اسب) باید به شهر دیگری ببرند و به دیگران بفروشند.